# 北京市通州区应急管理局
39°54′43″N 116°38′58″E / 39.91195°N 116.64957°E
北京市通州区应急管理局是北京市通州区人民政府的一个部门。

## 领导
2021年2月，本机构的领导为：
- 刘永忠：党委书记、局长。工作分工：主持局全面工作
- 鲁 嵩：党委成员、副局长。工作分工：分管综合管理科工作
- 谭先进：党委委员、副局长、三级调研员。工作分工：分管安全生产基础科工作
- 刘：刚：党委成员、副局长。工作分工：分管区应急事务服务中心、突发事件预警信息发布中心工作；
- 季：吉：副局长。工作分工：分管防灾减灾救灾科工作
- 杨文庆：二级调研员。工作分工：协助分管安全生产基础科工作
- 吴宝祥：二级调研员。工作分工：分管机关党委工作， 协助分管区应急事务服务中心和突发事件预 警信息发布中心工作
- 吴国语：二级调研员。工作分工：分管危化与防火科、专业森林消防大队工作
- 张 杰：二级调研员。工作分工：分管宣传教育科工作
- 邹松泉：二级调研员。工作分工：分管法制科(行政审批科) 工作
- 袁文旭：三级调研员。工作分工：协助分管党群、办公室(含基础队伍建设办公室)、安全生产科技信息服务中心工作

## 机构设置
2021年2月，本机构下设：
- 防灾减灾救灾科(防汛抗旱科)
- 安全生产基础科(危化与防火科)
- 综合管理科(调查评估与统计科)
- 法制科(行政审批科)
- 办公室(宣传教育科)
- 北京市通州区突发事件预警信息发布中心
- 北京市通州区应急事务服务中心
- 北京市通州区专业森林消防大队
- 北京市通州区科技信息服务中心
- 北京市通州区应急管理综合执法队